# Marina Sturdza
Marina Nicoleta Sturdza (n. 25 aprilie 1944, Brașov, România – d. 24 octombrie 2017, New York City, New York, SUA) a fost o prințesă și activistă umanitară, descendentă a familiilor Sturdza și Șuțu. În anul 2005 a primit premiul EU European Women of Achievement Humanitarian Award, a fost vicepresedinte al casei de modă Oscar de la Renta⁠(d) și președinte a adjunct Camerei de Comerț Româno – Britanică (BRCC).